# De rerum natura
De rerum natura (De la nature des choses), plus souvent appelé De natura rerum, est un grand poème en langue latine du poète philosophe latin Lucrèce, qui vécut au Ier siècle avant notre ère. Composé de six livres totalisant 7 400 hexamètres dactyliques, mètre classique utilisé traditionnellement pour le genre épique, il constitue une traduction de la doctrine d’Épicure. 

Page de titre du De rerum natura, 1570

Le poème se présente comme une tentative de « briser les forts verrous des portes de la nature », c’est-à-dire de révéler au lecteur la nature du monde et des phénomènes naturels. Selon Lucrèce, qui s'inscrit dans la tradition épicurienne, cette connaissance du monde doit permettre à l'homme de se libérer du fardeau des superstitions, notamment religieuses, constituant autant d'entraves qui empêchent chacun d'atteindre l'ataraxie, c’est-à-dire la tranquillité de l'âme. « Il n'y a sans doute pas de plus beau poème scientifique que le De Natura Rerum. »

## L’épicurisme en Italie
Bien que l'on connaisse peu de choses sur la vie de Lucrèce et même si des incertitudes demeurent quant à l'époque à laquelle il vivait, on est en mesure de comprendre qu'il s'agit d'une période de troubles politiques, marquée par des massacres (massacres de Marius), des dictatures (Sylla, de -82 à -79), des révoltes d’esclaves durement réprimées (révolte de Spartacus, de -73 à -71), ou encore des guerres nombreuses et violentes.
L'histoire de Rome est marquée à cette époque par une crise des valeurs traditionnelles, telle celle de l'idéal de virtus prônant le courage, la loyauté et la modération, qui se trouve souvent bafoué et désavoué. Pourtant cet idéal, soutenu par les stoïciens, avait jusque-là cimenté la société.
Par ailleurs, l'influence de la culture grecque sur la culture romaine est parfois vécue comme une revanche des vaincus (Grecs) sur les vainqueurs (Romains), ce qui explique la résistance rencontrée par ceux qui tentèrent de diffuser la doctrine épicurienne à Rome. Mais ces résistances n'ont pas empêché la doctrine épicurienne de se répandre, notamment dans les milieux de la noblesse, et plus particulièrement dans la région de la Campanie. La nouveauté de Lucrèce, comme le met en valeur Cicéron, est de diffuser cette doctrine sous la forme d'une poésie grandiose, et non, selon les termes de Cicéron, « sans aucun art », « sans netteté, sans ordre et sans ornement », comme l'avaient fait jusque-là les prédécesseurs de Lucrèce.

## D'Épicure à Lucrèce: la notion de traduction
Lucrèce n'a pas la prétention de créer de nouveaux concepts, mais de traduire Épicure, c'est-à-dire, selon l'acception ancienne du mot traducere, de transmettre le système épicurien, alors vieux d'environ deux siècles. Il est notable qu'au moment des troubles politiques, c'est la doctrine de l'épicurisme, prônant un repli sur soi pour échapper aux perturbations de la politique, qui commence à prévaloir sur celle du stoïcisme, laquelle en appelait au contraire à la participation (mesurée et à bon escient) du sage aux affaires de la cité.
L'originalité subversive d’Épicure, à son époque, était de glorifier l'individualisme au moment où les autres doctrines érigeaient la « vertu » — qui passait par les affaires publiques, ou du moins les relations avec les autres citoyens — en qualité morale indispensable. Épicure refuse cet idéalisme moral, en affirmant que le bonheur consiste uniquement dans l'absence de douleur et de troubles. « Je crache sur la moralité et sur les creuses admirations qu'on lui décerne, quand elle ne produit aucun plaisir », déclare-t-il. Le principal critère de vérité de sa doctrine est donc la sensation, et la morale a pour but de définir les moyens d'accéder durablement au plaisir. Quant à la physique, elle doit dissiper les « terreurs et ténèbres de l'esprit ». 
Le style d'Épicure était d'une technicité qui en rendait la lecture difficile. Dans sa traduction de ce qu'il appelle lui-même un « sujet obscur », Lucrèce restitue sous une forme poétique ce qu'il a pu extraire des textes de son maître : c'est un imitateur original, sans lequel la doctrine épicurienne n'aurait peut-être pas été promise à l'avenir qu'elle a connu.
Le rôle de Lucrèce dans la diffusion de la doctrine épicurienne est d'autant plus grand que certains points de la doctrine d'Épicure ne figuraient pas dans les textes de ce dernier qui ont pu être conservés : ainsi le concept de clinamen ou « déclinaison », déviation minimale des atomes qui explique la formation du monde et de la matière, ne se trouve que dans le De natura rerum. Or, ce concept est particulièrement important puisque, non content d'expliciter la constitution d'un monde fini dans l'univers infini, il garantit la liberté de l'homme, son élan vital, puisque la déviation minimale et spontanée que subissent les atomes est régie par le hasard, et non par quelque déterminisme.

## Le choix de la forme poétique

### Une visée pédagogique
Si le thème de la nature des choses est « un sujet obscur », il convient alors de développer des stratégies pour le rendre intelligible. C'est l'une des raisons pour lesquelles Lucrèce fait le choix de la forme poétique, afin d'imprégner sa doctrine salvatrice « du doux miel de la poésie », comme le ferait un médecin avec un médicament. 
Lucrèce dédie son poème à Caius Memmius, riche orateur romain. Il développe son texte en s'adressant constamment à cet interlocuteur, qu'il nomme à onze occasions au cours du poème. Cela lui permet de prévoir les objections éventuelles et d'y répondre avec bienveillance, en accord avec la visée pédagogique du texte. Son texte est également rendu très vivant par « la passion que Lucrèce apporte à suivre son raisonnement, par la vivacité de ses interrogations, de ses exclamations, de ses triomphes logiques ».
Le plan commence par exposer les principes généraux pour ensuite développer les conséquences en matière de conception philosophique du monde et d'éthique personnelle. 
- Livre I : principes fondamentaux de l'atomisme
- Livre II : physique atomique et constitution des corps
- Livre III : l'âme humaine et la crainte de la mort
- Livre IV : la vie psychique et le sentiment amoureux
- Livre V : histoire du monde et des hommes
- Livre VI : phénomènes physiques et fléaux

L'absence de conclusion et la fin abrupte du sixième livre font penser que le poème est inachevé ou incomplet (mais un récapitulatif général n'est pas obligatoire, tel l'exemple des Géorgiques),.
Lucrèce s'écarte de son maître en ce qui a trait au statut de la poésie. Épicure, qui méprisait toute élaboration littéraire, recommandait à Pythoclès, son disciple, de « se boucher les oreilles avec de la cire comme l'Ulysse d'Homère », de fuir à pleines voiles, pour ne pas céder aux « incantations des sirènes de la poésie ». La poésie, pour lui, devait rester un pur divertissement, faute de quoi elle possédait « la séduction pernicieuse des mythes » à laquelle il est indispensable de résister, comme à toute superstition qui trouble l'âme.

### Un poète philosophe
Le poème de Lucrèce se situe dans la continuité des grands modèles de philosophes-poètes des temps anciens, tels Empédocle et Ennius, qui prétendent révéler la nature du monde, c'est-à-dire faire apparaître une cosmogonie par le puissant intermédiaire que constitue le verbe. Lucrèce souligne fréquemment le caractère efficace de son verbe, comme le montre le grand nombre d'occurrences des verbes « dire » et « révéler » dans le poème.
La nature, selon Lucrèce, possède une forme éternellement changeante : les spectacles qu'elle offre nous sont livrés sous la forme d'« espèces » toujours renouvelées, que seule l'habitude nous empêche d'appréhender dans leur éternelle nouveauté. La nature se dévoile au poète, qui a pour fonction presque divine de la révéler à son tour aux hommes.
Lucrèce explore une nouvelle dimension du rapport entre la nature et l'homme, celui-ci acquérant face à la nature la qualité d'un sujet moral. La notion de pacte (foedera), élaborée déjà par la religion romaine et reprise par Lucrèce, pour désigner les lois et limites de la nature, signifie que l'homme doit connaître et accepter ces lois. Mais Lucrèce suggère pour la première fois qu'il est possible à l'homme de rompre ce pacte : une fois le rapport homme/nature libéré de l'idée transcendante de religion, la responsabilité morale de l'homme n'en devient que plus forte. L'homme doit braver « la religion traditionnelle et son regard hideux » afin de se consacrer à l'étude des phénomènes naturels.

## Théorie physique

### Atomes et vide
Selon la théorie physique d'Épicure, qui trouvait sa base chez Démocrite et Leucippe, tout, y compris l'âme humaine et les dieux eux-mêmes, est entièrement constitué d'atomes et de vide. Au plan terminologique, il faut noter que, bien qu'il reprenne une théorie élaborée en grec, Lucrèce a choisi de ne pas utiliser le terme grec « atome », mais se sert plutôt de périphrases : « corps invisibles », « corps premiers » (I, 510), « corps générateurs » (I, 60) ou encore « semences des choses ». 
Toutes ces particules sont immuables, dénuées de sensation et incolores (II, 737). Elles sont constamment en mouvement, grâce aux espaces de vide qui existent entre elles (I, 383), le vide étant plus important dans un flocon de laine que dans un morceau de plomb (I, 360). Les atomes ne sont pas tous semblables, mais diffèrent les uns des autres en fonction de « leurs distances, leurs directions, leurs unions, leurs poids, leurs chocs, leurs rencontres et leurs mouvements » (II, 725-727).

### Leclinamen
Le clinamen désigne la « déclinaison » des atomes, c’est-à-dire le mouvement minimum qu'ils subissent obligatoirement, faute de quoi ils tomberaient verticalement dans le vide et aucun monde ne pourrait naître. Ce mouvement, qui se produit d'une manière totalement aléatoire (II, 218-220), entraîne une incessante série de réactions en chaîne. Le clinamen est aussi à la source du libre-arbitre, sans quoi les mouvements des particules devraient avoir été prédéterminés de toute éternité. 

### Évolution du vivant
Ce constant mouvement des particules est aussi responsable de l'évolution des êtres vivants. Tous les atomes ne peuvent certes pas se combiner de n'importe quelle façon, car « tous les corps proviennent de semences définies, ont une mère déterminée et croissent avec la faculté de conserver chacun son espèce » (II, 707-710). Mais avant d'en arriver là, la nature a expérimenté en de multiples façons, engendrant des monstres et des organismes non viables, avant d'en arriver à produire des corps qui se sont transformés au cours d'un long et complexe processus d'essais et d'erreurs.
L'organe a précédé la fonction. Les divers organes n'ont pas été créés pour une fin déterminée, mais ont permis à la créature qui en était dotée de s'en servir pour survivre :
« Rien en effet ne s'est formé dans le corps pour notre usage ; mais ce qui s'est formé, on en use. Aucune faculté de voir n'exista avant la constitution des yeux, aucune parole avant la création de la langue : c'est au contraire la langue qui a précédé de beaucoup la parole, et les oreilles ont existé bien avant l'audition des sons. » (IV, 834-839) 
Loin d'avoir commencé dans un mythique âge d'or, les espèces ont dû lutter pour leur survie: « Beaucoup d'espèces durent périr sans avoir pu se reproduire et laisser une descendance. Toutes celles que tu vois respirer l'air vivifiant, c'est la ruse ou la force, ou enfin la vitesse qui dès l'origine les a défendues et conservées. » (V, 855-859).

### Épicure contre Aristote
En attribuant à l'atome lui-même le mouvement de la génération et le changement qui permet le passage d'un état à un autre, Épicure s'oppose radicalement à la conception finaliste d'Aristote. Pour Épicure, il n'existe pas de finalité, mais deux choses : les « mouvements appropriés » des atomes d'une part, et d'autre part, les « pactes » mystérieux par lesquels la nature se fixe des limites. Cela implique donc la causalité des phénomènes naturels et de la matière, affranchie de toute finalité : la nature n'est qu'une force aveugle ; ce qui faisait dire à Victor Hugo de Lucrèce qu'il était « le plus risqué ».
La conception de la nature comme assemblage d'éléments premiers non caractérisés et immuables entraine une conception du vide propre à Épicure, et par la suite à Lucrèce, qui diffère de celle des présocratiques comme Empédocle et Anaxagore, pour lesquels il existe un principe premier duquel toutes les choses naturelles découlent. Le non-être au sens de Parménide, c’est-à-dire comme principe annihilant, n'est pas repris par Épicure et Lucrèce : selon eux, les corps premiers ou atomes ont le même statut ontologique que le vide. Le réel est composé aussi bien de vide que d'atomes, et le non-être fait partie du réel au même titre que les corps.

## Conséquences aux plans philosophique et moral

### Le bonheur comme absence de trouble
Le but ultime de la vie humaine est l'atteinte du bonheur et la diminution de la souffrance. Il n'y a pas de visée morale plus élevée que de faciliter l'atteinte du bonheur pour soi et ses compagnons. Selon la doctrine épicurienne, quiconque est en mesure d'échapper aux maux physiques peut atteindre le bonheur. En dehors de la faim, de la soif, de la douleur, les seules entraves au bonheur sont les terreurs imaginaires, dont le fonctionnement de la raison, en s'appliquant à la connaissance de la nature, peut nous aider à nous délivrer. Cet état dont le trouble est absent est appelé « ataraxie » (du grec ἀταραξία / ataraxía, « absence de trouble, impassibilité »). 
Lucrèce est très critique à l'égard de tout ce qui peut détourner de cette sereine contemplation de la réalité. Il faut tout particulièrement se détourner des simulacres qui troublent notre sérénité. L'amour en est le parfait exemple, car « Vénus fait de ses amants les jouets des simulacres » (IV, 1101). Il ne faut pas davantage craindre la mort : « La mort n'est donc rien pour nous et ne nous touche en rien, puisque la nature de l'âme apparaît comme mortelle. ». Comme « aucun malheur ne peut atteindre celui qui n'est plus », vouloir prolonger la vie quand elle n'apporte plus que souffrance est donc absurde (III, 940). 
La crainte de la mort est le mal imaginaire par excellence, et elle empoisonne la vie humaine. Pour s’en délivrer, Lucrèce, comme Épicure, affirme, en matérialiste, que le monde n’a pas été mis en ordre par les dieux ; tout ce qui existe est un assemblage fortuit d’atomes et tout assemblage finit par se dissocier. Puisque l’âme elle-même est un composé d’atomes, solidaire du corps et ne pouvant vivre hors de lui, son immortalité n’est pas seulement incertaine, ni improbable, mais physiquement impossible. Si l’âme est mortelle et qu’elle meurt avec le corps, les hommes ne font jamais face à la mort. Inutile, dans ces conditions, de craindre la mort ou de vivre dans la hantise des châtiments divins, car la mort n’est, à proprement parler, rien. 
En refusant une vie éternelle, l'épicurisme refuse aussi la peur de la mort. Les dieux, habitants des intermondes, vivent une vie bienheureuse et n'interviennent en rien sur les destinées humaines. Les superstitions religieuses sont donc violemment dénoncées : « Combien de crimes la religion a-t-elle pu conseiller ! ». 
Lucrèce explique la croyance aux dieux comme une façon pour les hommes de s'expliquer des phénomènes naturels incompréhensibles, tels les tremblements de terre, la grêle, la foudre ou le tonnerre : « O race malheureuse des hommes, qui attribuèrent aux dieux ces phénomènes et qui leur prêtaient des colères cruelles ! » (V, 1195). Il dénonce de façon répétée la barbarie des sacrifices humains et rejette avec force par conséquent toute manifestation religieuse de type organisé : « La piété, ce n'est pas se montrer à tout instant la tête voilée devant une pierre, ce n'est pas s'approcher de tous les autels, ce n'est pas se prosterner sur le sol la paume ouverte en face des statues divines, ce n'est pas arroser les autels du sang des animaux, ni ajouter les prières aux prières ; mais c'est bien plutôt regarder toutes choses de ce monde avec sérénité (V, 1198-1203). »

### Le raisonnement vrai
Ce qui importe n'est pas la Vérité, mais l'usage du « raisonnement vrai ». L'ambition de la science doit être de calmer nos inquiétudes et d'asseoir notre bonheur, et le rôle de Lucrèce est de nous faire apparaître la nature non voilée, et partant non effrayante.

### Lelocus amoenus
Lucrèce présente d'emblée la volupté comme associée à la nature. Cela se traduit sur le plan du mode de vie par le concept de locus amoenus, « lieu agréable où l'on se retrouve entre amis, couchés dans l'herbe tendre ». Cette idée d'un lieu retiré, hors de portée des turpitudes de la vie politique corrompue, aura une grande fortune par la suite, et le locus amoenus devint rapidement un lieu commun de la littérature latine avant d'inspirer les poètes de la Renaissance. Le sage se retrouve « entre soi » avec ses amis, dans le plaisir de l'échange sans identification. Le lieu de prédilection du sage se présente comme une sorte de jardin clos qu'on ne peut quitter sans regret pour retourner dans le monde extérieur et l'univers où règne la violence. Cette violence, dont l'œuvre de Lucrèce résonne de bout en bout, menace le monde : c'est un danger pour la gamme harmonieuse des choses, une force qui s'oppose à la pluralité et à la diversité, source d'une si grande jubilation, des choses du monde.

## Postérité de ce poème

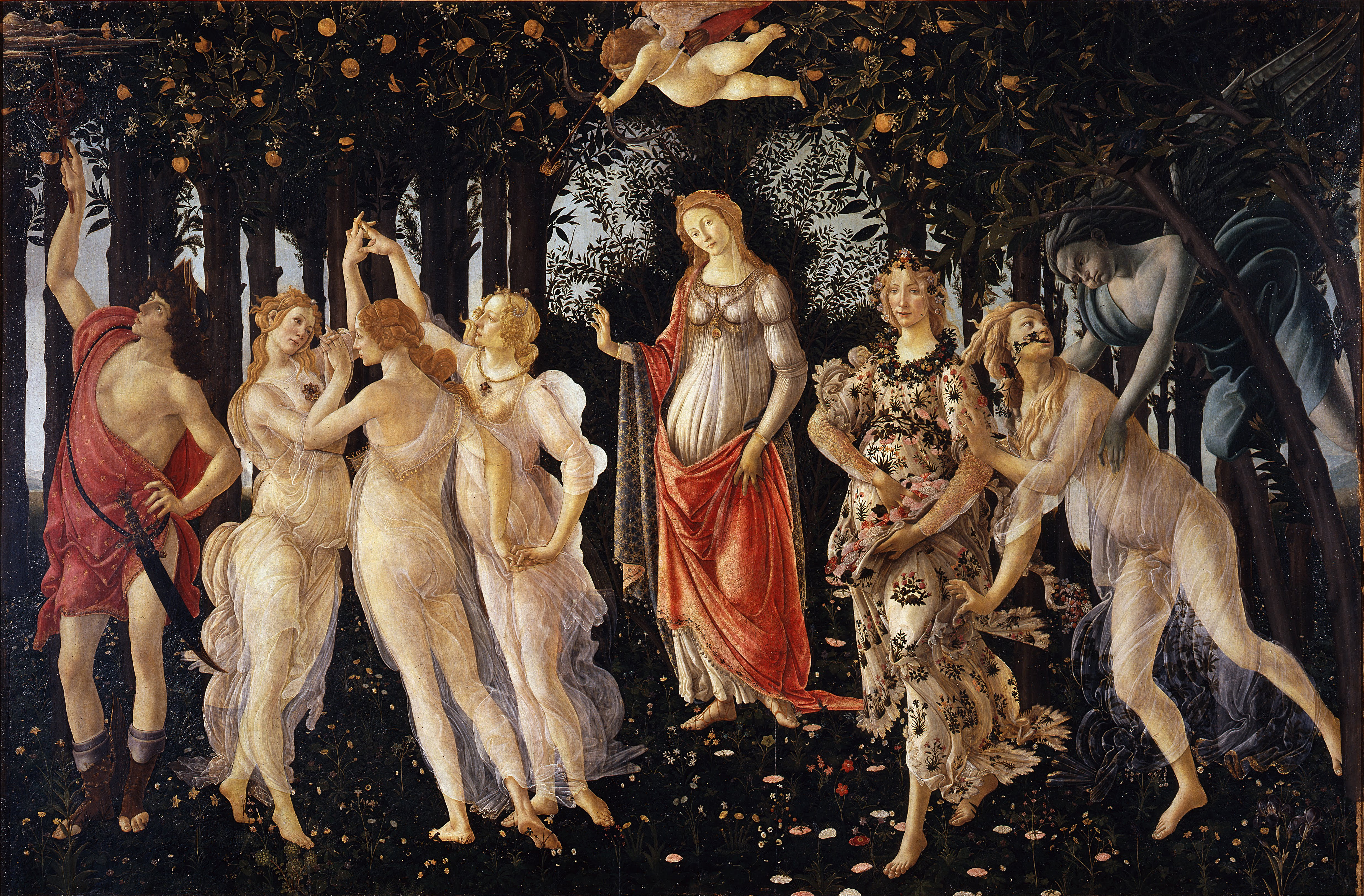
Allégorie du Printemps, par Botticelli (1478-1482).

### Histoire du manuscrit
Heurtant de front toute croyance religieuse, le grand poème de Lucrèce était complètement tombé dans l'oubli au cours du Moyen Âge, jusqu'à la découverte en 1417 d'un manuscrit du IXe siècle par l'humaniste italien Le Pogge, lors de fouilles dans la bibliothèque de l'Abbaye de Muchbach. Ce manuscrit a longtemps été considéré comme étant la seule copie ancienne de ce poème jusqu'à la découverte ultérieure de deux autres manuscrits du IXe siècle (ms Oblongus et Quadratus, à Leyde) et, en 1750, des restes carbonisés d'un rouleau de papyrus dans la villa des Papyri de Herculanum. Lorsque Le Pogge met en circulation son manuscrit, l'intérêt est très vif comme l'attestent les nombreuses copies manuscrites qui en ont été faites, dont une cinquantaine ont survécu.

### Dans la peinture
Botticelli se serait inspiré de ce poème pour peindre sa célèbre allégorie du Printemps. Il s'agit plus précisément de l'invocation à Vénus, par laquelle s'ouvre ce poème (I, 1-43), combinée avec une description de l'arrivée du printemps (V, 737-740) : « Le Printemps vient et Vénus avec lui ; en avant le héraut ailé de la déesse, Zéphir ; sur les pas de Zéphir, Flore sa mère leur prépare une route fleurie de couleurs et de parfums. »

### Interprétation de Michel Serres
La cohabitation de la déclinaison fortuite des atomes et d'un monde stable trouve un écho dans certaines philosophies modernes, notamment dans celle de Michel Serres. Celui-ci, en analysant l'atomisme dans le cadre de la mécanique des fluides, montre comment peut se former un équilibre « au milieu des fluences », permettant aux éléments de ne pas être emportés dans le tourbillon incessant de la matière. « La totalité des fluxions se tient ensemble dans une fixité relative » jusqu'à ce qu'un monde périsse. Même si Lucrèce ne fait aucune allusion aux fluides, c'est bien lui, par ses références aux « tourbillons », qui est à l'origine de cette interprétation. Lucrèce privilégie en effet l'aspect mouvementé, le travail de désagrégation de la nature, sur l'immobilité du monde. Il s'oppose quelque peu en cela à Épicure, qui pour sa part donne une grande place à « l'équilibre stable de la chair ».

## Sources primaires
- Lucrèce, José Kany-Turpin (ed., trad., intr. et notes), De la nature. De rerum natura, Paris, Aubier, 1993. Réédition, Paris, Flammarion, 1997, revue en 1998. L'introduction fait le point des connaissances sur l'épicurisme à Rome au Ier siècle av. J.-C.
- Texte latin et traduction par Henri Clouard sur Itinera electronica
- Project Gutenberg e-text of On The Nature Of Things
- De rerum natura (1475-1494), codex numérisé, disponible sur Somni

## Sources secondaires
- Jean Bayet, Littérature latine : Histoire et pages choisies, traduites et commentées, Paris, Armand Colin, 1960
- (en) Stephen Greenblatt, The Swerve : How the world became modern, New York, W. W. Norton, 2011, 356 p. (ISBN 978-0-393-34340-3) ; Quattrocento, traduit par Cécile Arnaud, Flammarion, 2013 Cet ouvrage raconte la redécouverte du poème de Lucrèce par Le Pogge en 1417 et en évalue l'impact.
- Sabine Luciani, L'éclair immobile dans la plaine, philosophie et poétique du temps chez Lucrèce, Bibliothèque d'Études Classiques 21, Éditions Peeters, Louvain/Paris, 2000. L'auteur montre comment, chez Lucrèce, philosophie et poésie aident à surmonter le malheur des temps par la contemplation du temps éternel.
- Jackie Pigeaud, Lucrèce, La Nature des choses, dans D. Delattre-J. Pigeaud (éds), Les Epicuriens, Bibliothèque de la Pléiade, Gallimard, Paris, 2010.
- Jean Salem, Lucrèce et l'éthique : La mort n'est rien pour nous, Paris, Vrin, 1997, 302 p. (ISBN 2-7116-1031-4, lire en ligne).
- Michel Serres, La Naissance de la physique dans le texte de Lucrèce : Fleuves et turbulences, Paris, Minuit, 1977.